# Anna Campori
Pour les articles homonymes, voir Campori.
Anna Campori, née à Rome le 22 septembre 1917 et morte le 19 janvier 2018 dans la même ville, est une actrice italienne.

## Biographie
Après ses débuts sur scène dans une petite compagnie théâtrale, Anna Campori est passée à l'avanspettacolo et au théâtre de revue. Elle joint la compagnie des frères De Vico avec lesquels elle fait une tournée en Italie pendant la Seconde Guerre mondiale.
Après son mariage avec l'acteur Pietro De Vico en 1937, elle devient la prima donna dans les compagnies qu'il fonde, tout en apparaissant sur scène aussi pour d'autres compagnies.
Elle joue des rôles de genre dans des films et séries télévisées, et se produit également à la radio. En France, on la connaît du feuilleton Ma fille, mes femmes et moi (Voglia di volare) en mère de Gianni Morandi et belle-mère de Claude Jade.

## Filmographie partielle

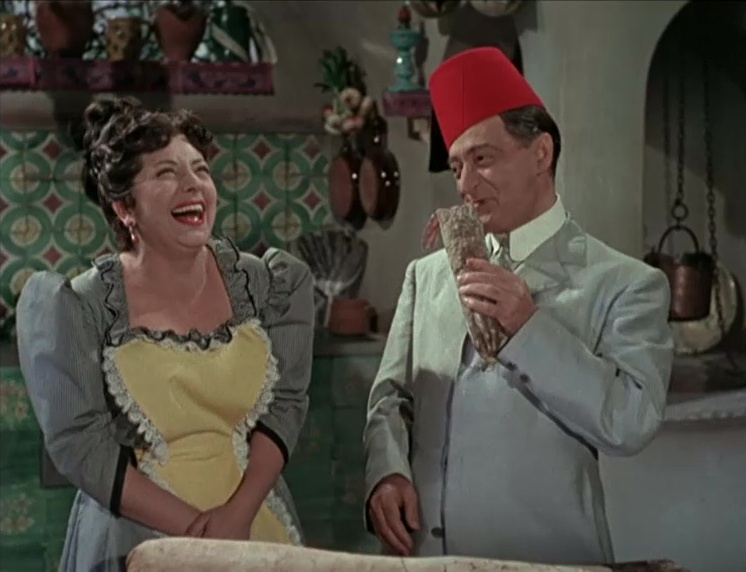
Anna Campori et Totò dans Un turco napoletano (1953)

Sauf indication contraire, les informations mentionnées dans cette section peuvent être confirmées par la base de données cinématographiques IMDb,  présente dans la section « Liens externes ».

### Au cinéma
- 1951 : Una bruna indiavolata (it) de Carlo Ludovico Bragaglia
- 1952 : Noi due soli (it) de Marino Girolami, Vittorio Metz et Marcello Marchesi
- 1953 : Un turco napoletano de Mario Mattoli
- 1953 : La pattuglia dell'Amba Alagi (it) de Flavio Calzavara
- 1954 : Il medico dei pazzi de Mario Mattoli
- 1954 : Accadde al commissariato de Giorgio Simonelli
- 1954 : Assi alla ribalta (it) de Ferdinando Baldi et Giorgio Cristallini
- 1955 : La canzone del cuore (it) de Carlo Campogalliani
- 1955 : Ce soir, rien de nouveau (L'ultimo amante) de Mario Mattoli
- 1955 : Il coraggio de Domenico Paolella
- 1955 : Suor Maria (it) de Luigi Capuano
- 1955 : La ragazza di Via Veneto (it) de Marino Girolami
- 1956 : Nos plus belles années (I giorni più belli) de Mario Mattoli
- 1956 : Ci sposeremo a Capri (it) de Siro Marcellini
- 1956 : Occhi senza luce de Flavio Calzavara
- 1956 : Il canto dell'emigrante d'Andrea Forzano
- 1957 : Ascoltami de Carlo Campogalliani
- 1957 : Susanna à la crème (Susanna tutta panna) de Steno
- 1957 : La canzone del destino (it) de Marino Girolami
- 1957 : C'è un sentiero nel cielo (it) de Marino Girolami
- 1957 : Serenate per 16 bionde (it) de Marino Girolami
- 1957 : A sud niente di nuovo (it) de Giorgio Simonelli
- 1957 : Le Chéri de maman (Il cocco di mamma) de Mauro Morassi
- 1958 : Venise, la Lune et toi (Venezia, la luna e tu) de Dino Risi
- 1958 : Mia nonna poliziotto de Steno
- 1959 : L'amico del giaguaro (it) de Giuseppe Bennati
- 1959 : Fripouillard et Cie (I tartassati) de Steno
- 1959 : Le cameriere de Carlo Ludovico Bragaglia
- 1959 : Quel tesoro di papà (it) de Marino Girolami
- 1959 : Prepotenti più di prima de Mario Mattoli
- 1959 : Perfide... ma belle! (it) de Giorgio Simonelli
- 1959 : Le Don Juan des bas-fonds (Nel blu dipinto di blu) de Piero Tellini (non créditée)
- 1960 : L'impiegato de Gianni Puccini
- 1960 : I piaceri dello scapolo (it) de Giulio Petroni
- 1960 : Il mio amico Jekyll (it) de Marino Girolami
- 1960 : Caccia al marito de Marino Girolami
- 1960 : Larmes de joie (Risate di gioia) de Mario Monicelli
- 1960 : Chi si ferma è perduto de Sergio Corbucci
- 1960 : Gastone de Mario Bonnard
- 1961 : Son Excellence est restée dîner (Sua Eccellenza si fermò a mangiare) de Mario Mattoli (non créditée)
- 1961 : Pesci d'oro e bikini d'argento de Carlo Veo
- 1961 : Lions au soleil (Leoni al sole) de Vittorio Caprioli
- 1961 : Rocco e le sorelle de Giorgio Simonelli
- 1963 : Le Quatrième Mousquetaire (I quattro moschettieri) de Carlo Ludovico Bragaglia
- 1963 : I soliti rapinatori a Milano de Giulio Petroni
- 1963 : Les Motorisées (Le motorizzate), épisode Il vigile ignoto de Marino Girolami
- 1963 : Gli onorevoli de Sergio Corbucci
- 1964 : Napoleone a Firenze de Piero Pierotti
- 1965 : Te lo leggo negli occhi (it) de Camillo Mastrocinque
- 1966 : Ischia operazione amore de Vittorio Sala
- 1967 : Una ragazza tutta d'oro (it) de Mariano Laurenti
- 1967 : Riderà! (Cuore matto) (it) de Bruno Corbucci
- 1967 : Ric e Gian alla conquista del West (it) d'Osvaldo Civirani
- 1967 : Cuore matto... matto da legare de Mario Amendola
- 1968 : I ragazzi di Bandiera Gialla (it) de Mariano Laurenti
- 1969 : Il suo nome è Donna Rosa (it) d'Ettore Maria Fizzarotti
- 1971 : Deux trouillards pistonnés (Io non spezzo... rompo) de Bruno Corbucci
- 1972 : Storia di fifa e di coltello - Er seguito d'er più (it) de Mario Amendola
- 1974 : Un uomo, una città de Romolo Guerrieri
- 1981 : Pierino medico della SAUB de Giuliano Carnimeo
- 1982 : Giggi il bullo (it) de Marino Girolami
- 1982 : No grazie, il caffè mi rende nervoso (it) de Lodovico Gasparini (it)
- 1991 : Ladri di futuro (it) d'Enzo Decaro (it)
- 2003 : The Accidental Detective de Vanna Paoli (it)
- 2013 : Ton absence (Anni felici) de Daniele Luchetti

### À la télévision
- 1964 : Biblioteca di Studio Uno (it), minisérie télé, 3 épisodes
- 1969 : Stasera Fernandel, minisérie télé, 1 épisode
- 1969 : Diritto di cronaca, téléfilm
- 1984 : Ma fille, mes femmes et moi ou On cherche de papa (Voglia di volare), feuilleton télévisé en quatre épisodes de Pier Giuseppe Murgia et Claude Brulé
- 1997 : L'avvocato Porta (it), série télé
- 1998 : Cuori in campo, téléfilm
- 1999 : Solo x te (it), film télé